# Austin Theory
Austin White (McDonough, Georgia; 2 de agosto de 1997) es un luchador profesional estadounidense que lucha en la WWE en la marca Raw bajo el nombre de Austin Theory. A lo largo de su carrera, White es famoso por aparecer en las promociones de World Wrestling Network, Evolve, The Crash, Progress Wrestling y Consejo Mundial de Lucha Libre.
White ha sido 1 vez campeón mundial al ser una vez Campeón Mundial Peso Pesado de la FIP. También ha sido 1 vez Campeón Peso Completo de The Crash, 2 veces Campeón de los Estados Unidos de la WWE y ganador del Money in the Bank en 2022 y de la Elimination Chamber 2023, batiendo el récord de ser el luchador más joven en vencer ambas contiendas.

## Primeros años
En 2015, White ocupó el primer lugar en el Campeonato de Culturismo de Georgia de los CPN, categoría de Hombres Adolescentes cuando tenía 17 años.

## Carrera

### Circuito independiente (2016-2019)
Theory hizo su debut en lucha libre profesional el 5 de mayo de 2016, derrotando a AR Fox en un evento de World Wrestling Alliance 4 para ganar el Campeonato Peso Pesado WWA4.
En 2017, Theory derrotó al Homicide. En agosto de 2017, Theory, Gino Medina y Sammy Guevara derrotaron a Orion Taylor, Joey Garcia y Andrew Everett. En enero de 2018, Theory derrotó a Matt Cross.
En junio de 2018, Theory hizo su debut en The Crash perdiendo ante Rey Horus. El 2 de marzo de 2019, Theory derrotó a Willie Mack, Bárbaro Cavernario y Sansón para convertirse en Campeón Peso Completo de The Crash.

### World Wrestling Network (2016-2019)

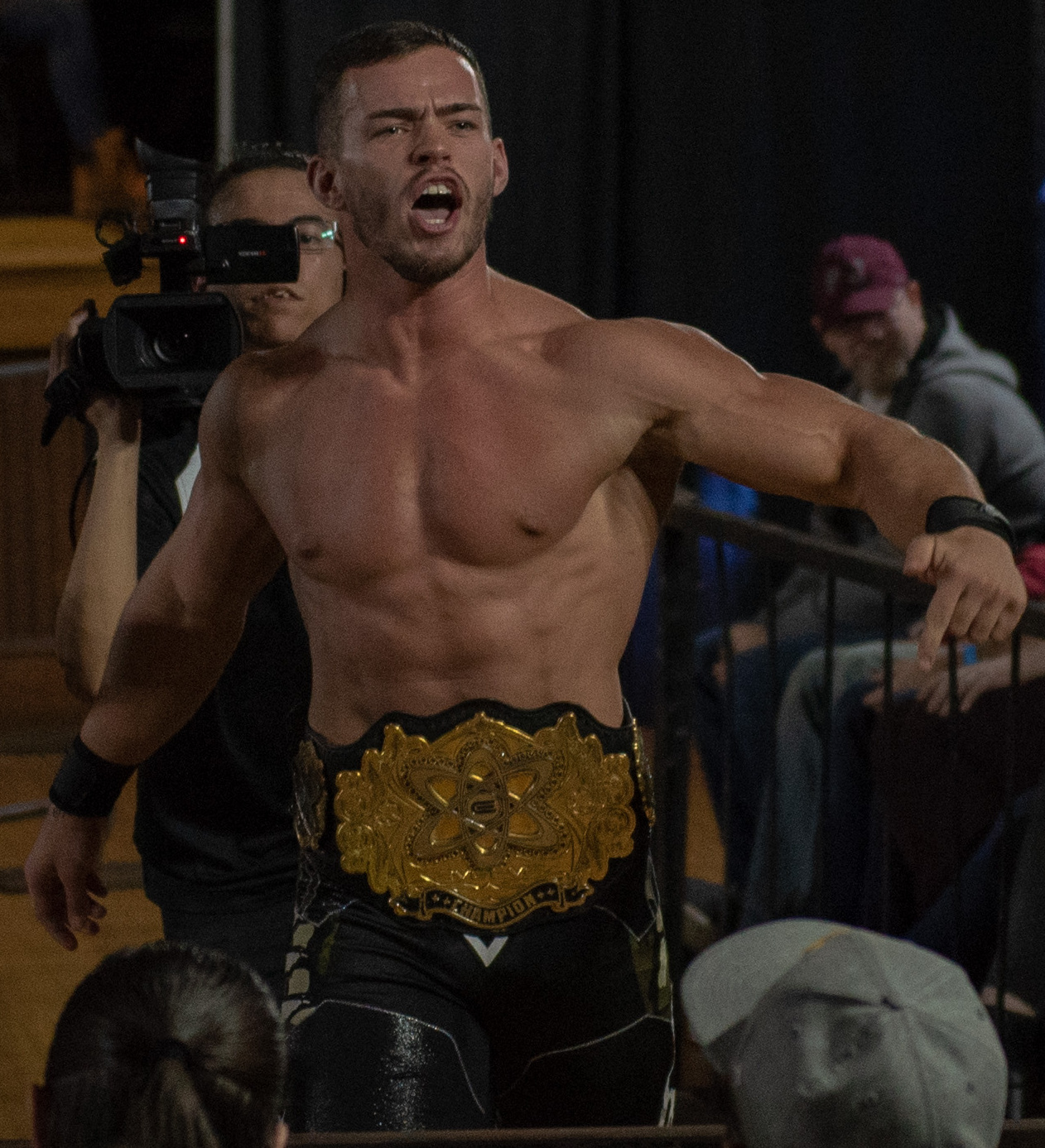
Theory como campeón de Envolve, título el cual mantuvo por más de 300 días.

Theory hizo su debut en World Wrestling Network en 2016 en Heatstroke de Full Impact Pro junto a AC Mack. En enero de 2017, para Style Battle, Theory fue derrotado por AR Fox.
En FIP Everything Burns, Theory derrotó a Anthony Henry. Theory hizo su debut en Evolve en Evolve 78, donde derrotó a Darby Allin. En Evolve 79, Theory perdió un Fatal 4-Way Mach contra Chris Dickinson. En Evolve 80, perdió ante Ethan Page. En Evolve 84, fue derrotado por Lio Rush. En Evolve 88, derrotó a Ethan Page. La noche siguiente en Evolve 89, derrotó a Trent Barretta. En Evolve 97, Theory derrotó a Fred Yehi para convertirse en Campeón Mundial Peso Pesado de la FIP. En Evolve 98, defendió con éxito el campeonato contra Yehi. En FIP Everything Burns 2018, Theory retuvo el campeonato mundial de peso pesado de FIP contra Martin Stone. En Evolve 100, Zack Sabre Jr. defendió su Campeonato de Evolve contra Theory en el que perdió Theory. En Evolve 103, Theory derrotó a Keith Lee para convertirse en el campeón WWN por primera vez, terminando el reinado de 175 días de Lee. En Evolve 106, Theory perdió el título WWN ante Joey Janela. En Evolve 117, Theory derrotó a Fabian Aichner y Roderick Strong para ganar el Campeonato de Evolve en su primer reinado.

### Progress Wrestling (2017-2019)
Theory hizo su debut en Progress Wrestling en 2017 en un evento conjunto de Progress y  Evolve, donde Keith Lee, Jason Kincaid y Blaster McMassive fueron derrotados. En agosto de 2017, Mark Haskins derrotó a Theory, Mark Andrews y Lee. En Chapter 67, Theory y Jinny derrotaron a Will Ospreay y Kay Lee Ray. El 12 de diciembre, Progress anunció que Theory debutaría en el Reino Unido y competiría en el Chapter 85: Progro.naut y en Chapter 86: Corrupted Harmony los días 9 y 10 de marzo, respectivamente.

### Consejo Mundial de Lucha Libre (2019)
El 14 de junio de 2019, Theory hizo su debut en la empresa mexicana Consejo Mundial de Lucha Libre donde hizo equipo con Volador Jr. y Carístico venciendo a Rush, Negro Casas y Bárbaro Cavernario.

### WWE (2019-presente)

#### NXT y Raw (2019-2020)
Antes de su fichaje por la compañía, participó en una prueba de WWE en febrero de 2018. El 8 de abril, durante el día 4 del WrestleMania Axxess, Theory retuvo su Campeonato de la WWN al derrotar a Marcel Barthel.
El 15 de agosto de 2019, se anunció que había firmado un contrato con la WWE, y que comenzaría a presentarse en el WWE Performance Center. En el episodio del 25 de diciembre de NXT, Theory hizo su debut en el ring, aceptando un reto abierto contra Roderick Strong por el Campeonato de Norteamericano de NXT, pero no consiguió ganar el título. En el episodio del 8 de enero de 2020 de NXT, Theory logró su primera victoria al derrotar a Joaquin Wilde.
Theory apareció en el episodio del 30 de marzo de Raw como asociado de Zelina Vega, estableciéndose como heel. Theory hizo equipo con Angel Garza y Seth Rollins, donde fueron derrotados por Kevin Owens y los Campeones en Parejas de Raw The Street Profits (Angelo Dawkins y Montez Ford). En WrestleMania 36, Theory hizo equipo con Garza para desafiar sin éxito a The Street Profits por los Campeonatos en Parejas de Raw. La noche siguiente en Raw, Theory y Garza fueron derrotados una vez más por The Street Profits en una revancha por los títulos. Tras derrotar a Akira Tozawa en el episodio del 13 de abril de Raw, los otros socios de Vega, Garza y Andrade se unieron a él para derrotar a Tozawa mientras los tres posaban juntos, confirmando su condición de facción. Sin embargo, en el episodio del 18 de mayo de Raw, fue atacado por Andrade y Garza después de costarles accidentalmente una lucha por equipos contra Apollo Crews y Kevin Owens, echándolo así de la facción. Más tarde, esa misma noche, ayudó a Seth Rollins y a Murphy a atacar a Aleister Black, uniéndose formalmente al grupo de Rollins como discípulo. Sin embargo, tras el episodio del 22 de junio de Raw, dejó de aparecer con Rollins y Murphy.

#### Regreso a NXT (2020-2021)
En el episodio del 26 de agosto de NXT, Theory regresó a la televisión interrumpiendo a Bronson Reed, regresando a la marca. Luego hizo su regreso al ring en el episodio del 8 de septiembre de NXT, perdiendo ante Reed. Después de esto, Theory pasaría la mayor parte de su tiempo en NXT como un talento de mejora, a menudo perdiendo sus combates contra gente como Kushida, Dexter Lumis, y otros. Theory se reveló como el nuevo miembro de la familia Gargano en NXT TakeOver: War Games al ayudar a Johnny Gargano a ganar el Campeonato de Norteamericano de NXT por tercera vez, un récord. Luego apareció en el episodio del 9 de diciembre para revelar que formaba parte de una facción de villanos llamada The Way con Gargano, su esposa Candice LeRae, e Indi Hartwell. A la semana siguiente, Theory hizo equipo con Gargano para derrotar a Kushida y Leon Ruff.
En enero de 2021, Theory y Gargano participaron en el Dusty Rhodes Tag Team Classic 2021 pero fueron eliminados en la primera ronda por Kushida y Leon Ruff en el episodio del 20 de enero de NXT. Durante los siguientes meses, Theory ayudaría principalmente a Gargano a retener el Campeonato Norteamericano contra numerosos oponentes. Tras una derrota ante Kyle O'Reilly en el episodio del 20 de julio de NXT, Theory se ausentó de la televisión de NXT. En el estreno de NXT 2.0 el 14 de septiembre, Theory volvió para asistir a la boda de Indi Hartwell y Dexter Lumis.

#### Storyline con Vince McMahon (2021-2022)
Como parte del Draft 2021 en octubre, Theory fue reclutado para la marca Raw. En el episodio del 4 de octubre de Raw, Theory debutó atacando a Jeff Hardy tras su derrota ante Damian Priest. La semana siguiente Theory derrotó a Jeff Hardy, y siguió con una segunda victoria contra él en el episodio del 18 de octubre de Raw. Más tarde, comenzó un feudo con The Mysterios y derrotó a Dominik Mysterio en un combate individual, y la semana siguiente derrotó a Rey Mysterio en una victoria por descalificación, dándole su cuarta victoria consecutiva en Raw. Después de que Rey fuera lesionado por Bobby Lashley, Theory lo reemplazó para el equipo masculino de Raw en Survivor Series. En Survivor Series, Austin eliminó a Sheamus pero fue eliminado por Hardy, aunque al final su equipo ganó gracias a Seth Rollins. La noche siguiente en Raw, se reveló que Theory tomó el Huevo de Cleopatra de Mr. McMahon. Como resultado, McMahon primero se enojó con Theory, pero luego le dijo que mostró fortaleza intestinal y le recordó a él mismo cuando era más joven. Por ende, McMahon recompensó a Theory con un combate por el Campeonato de la WWE contra Big E en el evento principal. Theory perdería el combate.

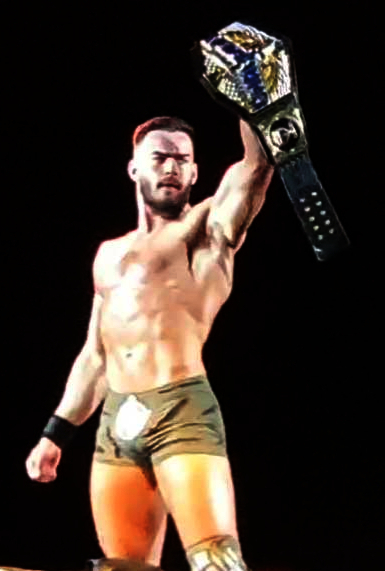
Theory como Campeón de los Estados Unidos en abril de 2023.

En el episodio del 17 de enero de 2022 de Raw, después de derrotar a Finn Bálor, Vince McMahon recompensaría a Theory con un lugar en el Royal Rumble match masculino. En Royal Rumble, Theory entraría como el n°3, con una duración de 22 minutos antes de ser eliminado por AJ Styles. En el episodio del 31 de enero, Theory derrotó a Kevin Owens clasificándose al Elimination Chamber match por el Campeonato de la WWE en el evento del mismo nombre. Sin embargo, Theory no pudo ganar el combate al ser el último eliminado por Brock Lesnar, que también involucró a Styles, Seth Rollins, Riddle y el campeón defensor Bobby Lashley. La semana siguiente en Raw, Theory intentaría sobornar a Mr. McMahon para que él mismo lo acompañara a su entrevista con Pat McAfee, sin embargo, esta idea fue rechazada. Esa misma semana en SmackDown, Theory aparecería para confrontar a McAfee, anunciando que sería su oponente en WrestleMania 38, iniciando un feudo. Theory terminaría perdiendo combate, aunque más tarde ayudó a McMahon a derrotar a McAfee.

#### Campeón de Estados Unidos y Mr. Money in the Bank (2022-2023)
La noche siguiente en Raw, se asoció con The Usos para derrotar a RK-Bro y Finn Bálor cubriendo a este último, ganando la oportunidad de luchar por el Campeonato de los Estados Unidos. En el episodio del 18 de abril, derrotó a Bálor para convertirse en Campeón de los Estados Unidos por primera vez en su carrera; con esta victoria, se convirtió en el campeón más joven en la historia de la WWE. En el episodio del 9 de mayo, puso en juego el campeonato frente a Cody Rhodes, perdiendo por descalificación tras la interferencia de Seth Rollins, pero manteniéndose como campeón. En el evento Hell in a Cell, Theory retuvo el campeonato contra Mustafa Ali. Sin embargo, perdió el campeonato a manos de Bobby Lashley vía rendición en Money in the Bank, terminando su reinado a los 75 días. Más tarde esa noche, se agregó -para sorpresa de muchos- al Men's Money in the Bank ladder match y lo ganó. Esta victoria de Theory lo convierte en el luchador más joven (24 años y 10 meses) en ganar el maletín, además de ser el primer ganador de Money in the Bank en haber perdido un campeonato horas antes. Tuvo su revancha contra Lashley ese mismo mes en SummerSlam; sin embargo perdió el combate. Horas después, interfirió en el combate entre Roman Reigns y Brock Lesnar por el Campeonato Universal Indiscutible de la WWE para canjear su maletín, pero fue atacado por Lesnar. En agosto, la página oficial de WWE le renombró como Austin Theory. En Clash at the Castle, él y Alpha Academy (Chad Gable & Otis) fueron derrotados por el equipo de Madcap Moss & The Street Profits (Angelo Dawkins & Montez Ford). Después de un canjeo fallido del contrato de Money in the Bank, Theory mostraría una conducta más agresiva, consiguiendo por segunda vez en su carrera el título de los Estados Unidos tras vencer a Bobby Lashley y a Seth Rollins en una Triple Threat Match en Survivor Series: War Games el 26 de noviembre del 2022. En el episodio del 5 de diciembre de Raw, Theory retuvo el título contra Mustafa Ali por descalificación después de ser atacado por un Dolph Ziggler que hacía su regreso.
En el episodio del 2 de enero de 2023 de Raw, Theory retuvo el título contra Rollins, así como contra Lashley en una lucha sin descalificación en el especial del 30° aniversario de Raw el 23 de enero gracias a una interferencia de Brock Lesnar en contra de Lashley. Posteriormente en Royal Rumble, el 28 de enero, ingresó al Royal Rumble match como el #25, pero fue eliminado por Cody Rhodes, quien sería el eventual vencedor. Theory defendió el Campeonato de los Estados Unidos en Elimination Chamber, marcando la primera vez que el título se disputa dentro de la estructura del mismo nombre, y lograría otra defensa exitosa al eliminar del combate a Montez Ford y Seth Rollins. Al igual que en Money in the Bank, aquí también rompió el récord al luchador más joven en ganar una Elimination Chamber match, a los 25 años. La noche siguiente en Raw, volvió a defender el título con éxito tras vencer a Edge en territorio canadiense. En el episodio del 6 de marzo, Theory desafió a John Cena a un combate por el título en WrestleMania 39, que Cena rechazó en parte porque sentía que Theory aun no estaba preparado para combates de alto calibre, y al final aceptaría. En la Noche 1 del magno evento, retuvo exitosamnete luego de aplicar un Low Blow a Cena.
Como parte del Draft, Theory fue seleccionado para la marca SmackDown. En Backlash, retuvo el título contra Bobby Lashley y Bronson Reed, evitando que la marca se quedase sin título mid-card. Dos semanas después, retuvo nuevamente con éxito el título, al derrotar a Sheamus después de la interferencia de Pretty Deadly. El 11 de agosto en SmackDown, Theory perdió finalmente el campeonato a manos de Rey Mysterio, que reemplazó a Santos Escobar debido a que este fue atacado por el mismo Theory, finalizando su reinado de 259 días. La semana siguiente, derrotó a LA Knight después de la interferencia de The Miz para convertirse en el contendiente número uno al título, pero Mysterio lo venció en Payback el 2 de septiembre.

#### A-Town Down Under (2023–2025)
En el episodio del 15 de septiembre de SmackDown, Theory estuvo involucrado en un segmento con Pat McAfee, antes de que The Rock hiciera un sorpresivo regreso a WWE para atacarlo con el People's Elbow. Durante este tiempo, comenzó una alianza con Grayson Waller conocida como A-Town Down Under. Obtuvieron su primera victoria como equipo contra The Brawling Brutes (Butch y Ridge Holland) en el episodio del 22 de septiembre. En el episodio del 15 de diciembre de SmackDown, Theory fue derrotado por Kevin Owens en la primera ronda del torneo para definir al contendiente #1 del Campeonato de los Estados Unidos. En Royal Rumble el 27 de enero, Theory ayudó a Logan Paul a retener el Campeonato de los Estados Unidos contra Owens después de darle unos nudillos de bronce. Más tarde esa noche, ingresó al Royal Rumble en el #13 antes de ser eliminado por el eventual ganador, Cody Rhodes.
El 24 de febrero de 2024, en Elimination Chamber, fue coanfitrión del segmento Grayson Waller Effect junto con Waller con Cody Rhodes y Seth Rollins de invitados. Después de imitar a The Rock, Cody y Seth atacaron a Theory, y Waller no se involucró, lo que provocaría la disolución de A-Town Down Under.

## Campeonatos y logros
- The Crash

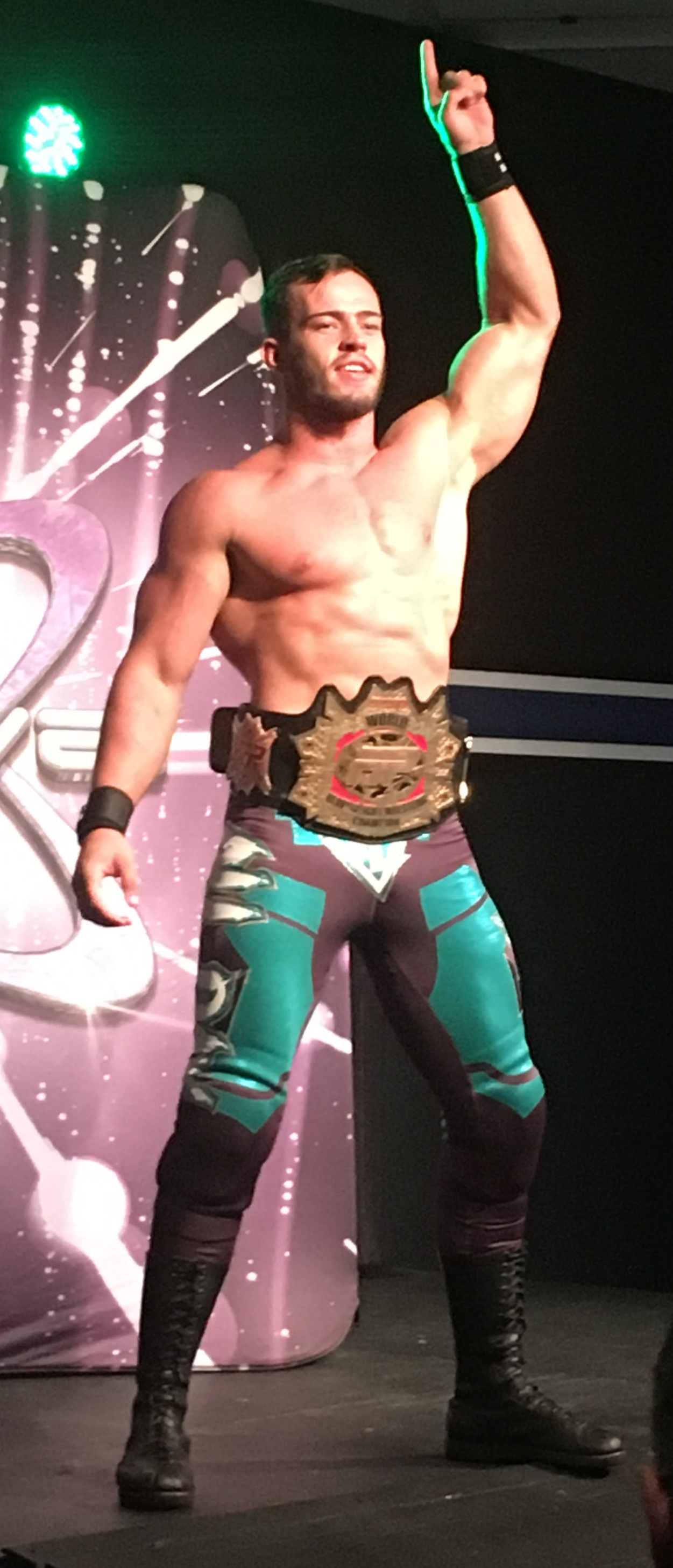
Theory es una vez campeón mundial, llegando a ser Campeón Peso Completo de FIP.

  - Campeonato de Peso Completo de The Crash (1 vez)

- Evolve
  - Evolve Championship (1 vez)

- Full Impact Pro
  - FIP World Heavyweight Championship (1 vez)

- Fire Star Pro Wrestling
  - FSPW Heavyweight Championship (2 veces)[46]

- Mucha Lucha Atlanta
  - MLA Global Championship (1 vez)

- National Physique Committee
  - NPC Georgia Teen, Men's bodybuilding championship winner (1 vez)[1][3]

- Peachstate Wrestling Alliance
  - PWA Heritage Championship (1 vez)

- World Wrestling Alliance
  - World Wrestling Alliance 4 Heavyweight Championship (1 vez)

- World Wrestling Network
  - WWN Championship (2 veces, último)

- Xtreme Wrestling Alliance
  - XWA Heavyweight Championship (1 vez)

- WWE
  - WWE United States Championship (2 veces)
  - WWE Tag Team Championship (1 vez) – con Grayson Waller
  - Money in the Bank (2022)
  - Elimination Chamber (2023)
  - NXT Year–End Award (1 vez)
    - Future Star of NXT (2020)

- Pro Wrestling Illustrated
  - Situado en el Nº171 en los PWI 500 de 2018[47]
  - Situado en el Nº80 en los PWI 500 de 2019[48]
  - Situado en el N°152 en los PWI 500 de 2020[49]
  - Situado en el N°96 en los PWI 500 de 2022[50]